# Клаузен (Ајфел)
Клаузен (њем. Klausen) општина је у њемачкој савезној држави Рајна-Палатинат. Једно је од 107 општинских средишта округа Бернкастел-Витлих. Према процјени из 2010. у општини је живјело 1.335 становника. Посједује регионалну шифру (AGS) 7231069.

## Географски и демографски подаци
Клаузен се налази у савезној држави Рајна-Палатинат у округу Бернкастел-Витлих. Општина се налази на надморској висини од 245 метара. Површина општине износи 9,2 km². У самом мјесту је, према процјени из 2010. године, живјело 1.335 становника. Просјечна густина становништва износи 145 становника/km².